# Diasemopsis thomyris
Diasemopsis thomyris är en tvåvingeart som först beskrevs av Seguy 1955.  Diasemopsis thomyris ingår i släktet Diasemopsis och familjen Diopsidae.
Artens utbredningsområde är Elfenbenskusten. Inga underarter finns listade i Catalogue of Life.